# Mahaplag
Mahaplag (Bayan ng Mahaplag) är en kommun i Filippinerna. Kommunen ligger på ön Leyte, och tillhör provinsen Leyte. Folkmängden uppgår till 26 511 invånare.

## Barangayer
Mahaplag är indelat i 28 barangayer.
| - Campin - Cuatro De Agosto - Hilusig - Himamara - Hinaguimitan - Liberacion - Mabuhay - Mabunga - Magsuganao - Mahayag - Mahayahay - Malinao - Malipoon - Palañogan | - Paril - Pinamonoan - Poblacion - Polahongon - San Isidro - San Juan - Santa Cruz - Tagaytay - Uguis - Union - Upper Mahaplag - Hiluctogan - Maligaya - Santo Niño |